# إيرل ديفور
إيرل ديفور (بالإنجليزية: Earl Devore) هو مهندس أمريكي، ولد في 2 ديسمبر 1889، وتوفي في 12 نوفمبر 1928.

## وصلات خارجية
- إيرل ديفور على موقع DriverDB.com (الإنجليزية)